# Zygoneura calthae
Zygoneura calthae är en tvåvingeart som beskrevs av Risto Kalevi Tuomikoski 1960. Zygoneura calthae ingår i släktet Zygoneura och familjen sorgmyggor.
Artens utbredningsområde är Finland. Inga underarter finns listade i Catalogue of Life.